# Erika Köth
Erika Köth (Darmstadt, 15 septembre 1925 - Spire, 20 février 1989) est une soprano colorature allemande.

## Biographie
Elle étudie à la Hochschule de sa ville natale avec Elsa Blank. Elle remporte un premier prix au concours de la radio de Francfort en 1947, et débute sur scène l'année suivante à Kaiserslautern en Philline dans Mignon.
Elle chante alors à Karlsruhe (1950-53), puis est engagée à l'Opéra d'État de Bavière à Munich en 1953, où elle chantera régulièrement jusqu'en 1978. La même année, elle débute à l'Opéra d'État de Vienne en Reine de la Nuit dans Die Zauberflöte.
En 1955, elle parait pour la première fois au Festival de Salzbourg, où elle triomphe en Konstanze dans Die Entführung aus dem Serail et en Reine de la Nuit. 
Elle parait également à Berlin et Hambourg, s'imposant dans les rôles de soubrettes, tels Susanna, Zerlina, Despina, et de sopranos légers, Annchen, Zerbinetta, Sophie, Adele, mais chanta également avec succès Lucia, Gilda, Musetta.
À l'étranger, elle est invitée à Milan, Rome, Budapest, Londres, Paris, Los Angeles, San Francisco, et fait une tournée de concert en Russie en 1961. 
Mariée au metteur en scène Ernst Dorn, elle enseigne à partir de 1973 à Cologne, puis à Mannheim. 
Erika Köth possédait une voix brillante d'une grande agilité, et dotée d'un registre suraigu étincelant.[réf. nécessaire]

## Sources
- Roland Mancini et Jean-Jacques Rouveroux, Le Guide de l'opéra, Fayard, 1986.  (ISBN 2-213-01563-5)